# Association for the Advancement of Civil Rights
Die Association for the Advancement of Civil Rights (AACR) war eine politische Partei in Gibraltar.

## Geschichte
Die Association for the Advancement of Civil Rights wurde 1942 von Joshua Hassan und Albert Risso gegründet und stellte 1964 bis 1968 und 1972 bis 1988 den Chief Minister von Gibraltar. Bei den Wahlen vom 24. März 1988 erlitt die AACR jedoch eine Niederlage und erhielt nur noch sieben der 15 Parlamentssitze. Der bisherige Oppositionsführer Joe Bossano von der Gibraltar Socialist Labour Party (GSLP) wurde am 25. März 1988 neuer Chiefminister. Nach der Gründung der neuen konservativen Partei Gibraltar Social Democrats 1989 wurde die AACR 1991 aufgelöst.

## Liste der von der Partei gestellten Chief Minister
| Nr. | Bild          | Name                                                                 | Amtsantritt      | Amtsende         |
| --- | ------------- | -------------------------------------------------------------------- | ---------------- | ---------------- |
| 1   | Joshua Hassan | Joshua Hassan (1. Periode)                                           | 11. August 1964  | 6. August 1969   |
| 3   | Joshua Hassan | Joshua Hassan (2. Periode) 4 Wahlperioden: 1972, 1976, 1980 und 1984 | 25. Juni 1972    | 8. Dezember 1987 |
| 4   | Adolfo Canepa | Adolfo Canepa                                                        | 8. Dezember 1987 | 25. März 1988    |

## Parteichefs
| Name          | Zeit im Amt |
| ------------- | ----------- |
| Albert Risso  | 1942 – 1948 |
| Joshua Hassan | 1948 – 1987 |
| Adolfo Canepa | 1987 – 1991 |

## Wahlergebnisse
| Jahr | Wahl                | Sitze |
| ---- | ------------------- | ----- |
| 1950 | Parlamentswahl 1950 | 3/5   |
| 1953 | Parlamentswahl 1953 | 3/5   |
| 1956 | Parlamentswahl 1956 | 4/7   |
| 1959 | Parlamentswahl 1959 | 3/7   |
| 1964 | Parlamentswahl 1964 | 5/11  |
| 1969 | Parlamentswahl 1969 | 7/15  |
| 1972 | Parlamentswahl 1972 | 8/15  |
| 1976 | Parlamentswahl 1976 | 8/15  |
| 1980 | Parlamentswahl 1980 | 8/15  |
| 1984 | Parlamentswahl 1984 | 8/15  |
| 1988 | Parlamentswahl 1988 | 7/15  |